# メルクリウスプリティ
メルクリウスプリティは、1994年にNECアベニューから発売されたPC-9801用の育成シミュレーションゲーム。1996年にWindows 95版も発売された。また、2000年にはNECインターチャネルからドリームキャスト用ソフト『メルクリウスプリティ end of the century』が発売された。Windows版はPC-9801版の移植となっているが、ドリームキャスト版はほぼ新作でアドベンチャーゲームの要素が強くなっている。
オリジナルキャラクターデザインは中村博文。プロデューサーの土屋十宏は育成ゲームのはしりと言われた『プロダクションマネージャー』（コムパック）のスタッフであり、後にガイナックスを経て本ゲームを製作したロングショットを設立した。
ドリームキャスト版ではゲストデザイナーとして伊藤真美、うるし原智志、桜瀬琥姫、臣士れい、きむらひでふみ、後藤なお、佐藤肇、にしき義統、西野司、林家志弦、宝谷幸稔、堀部秀郎、MAGAKI ZANZO（籬讒贓）、八房龍之助、山下いくとが参加。

## 概要
錬金術師・パラケルススの弟子であるプレイヤーが、ホムンクルス（人工生命体）の少女を育てて、彼女にヴァーチャクリスタルの世界を探索させるという、育成+アドベンチャーの構成となっている。
最初のPC-9801版に声はなかったが、Windows版でホムンクルス（声：國府田マリ子）と師匠（声：阪脩）に声が付き、育成期間も66日に圧縮された。ドリームキャスト版は全キャラクターがフルボイスとなった。ドリームキャスト版では、ホムンクルスは幼少期の育て方によって声優が変わる。育成期間は48日間あり育成スケジュール内容によって性格も(3種類)さまざまに変化する。また、ホムンクルスからの好感度が高いと能動的に会話をしようとすることもある。
PC-9801版ではホムンクルスの衣服は皮膚が変化したものであるのに対し、Windows版ではホムンクルスが服を作り出して着るなど、設定に微妙な違いがある。

## メディアミックス
小説
- 苑崎透、中村博文、西野司『メルクリウスプリティ 錬金術師の憂鬱』メディアワークス〈電撃文庫〉、1997年4月25日。ISBN 978-4-07-306012-3。

漫画
- 西野司『メルクリウスプリティ』 1巻、メディアワークス〈Dengeki comics EX〉、1996年12月25日。ISBN 978-4-07-305478-8。
- 西野司『メルクリウスプリティ』 1巻、メディアワークス〈電撃コミックス〉、1999年12月27日。ISBN 978-4-8402-1381-3。
- 西野司『メルクリウスプリティ』 2巻、メディアワークス〈電撃コミックス〉、2001年3月27日。ISBN 978-4-8402-1787-3。

ドラマCD
- 岩垂徳行、古谷徹、國府田マリ子、『メルクリウス・プリティ 妖精伝説』、NECアベニュー、1995年2月21日。規格品番 NACL-1172。